# Fidenae

Il territorio della città di Fidenae nel VI secolo a.C. (in giallo).

Fidenae fu una città del Latium vetus, nella Valle del Tevere, che secondo una versione fu fondata da coloni provenienti da Alba Longa. mentre per un'altra era di origine etrusca. Distava circa 30 stadi da Roma e al tempo di Strabone era ormai ridotta a un semplice villaggio o proprietà privata.
Per molto tempo fu il primo centro latino oltre il confine settentrionale del territorio romano e spesso fu sottoposta all'influenza dell'etrusca Veio. Probabilmente finì definitivamente nell'orbita romana con la caduta della città etrusca e alcuni autori antichi raccontano che a quei tempi era quasi del tutto deserta. Assunse poi, e conservò a lungo, la funzione di centro amministrativo del territorio, come Municipium romano.

## Storia
La città risulta menzionata già in età regia, al tempo del regno di Romolo, quando fu sconfitta nella battaglia di Fidene, avvenuta tra il 748-746 a.C. (sec. VIII a.C.). Secondo Plutarco, Romolo non distrusse, né la abbatté dalle fondamenta, al contrario fece di Fidene una colonia romana, dove insediò ben 2.500 coloni. e lo stesso Livio, secondo il quale la città era di origine etrusca, la cita come colonia romana, all'epoca dello scontro con Alba Longa.
| Mappa del Latium vetus |
| --- |
| Carseoli Nersae Cameria Eretum Feronia Ceri Alsium Caere Orvinium Cures Capena Ferentinum Frusino Anagnia Vitellia Albalonga Laurentum Lavinium Bovillae Aricia Lanuvium Velitrae Signia Artena Tolerium Bolae Pedum Labicum Nomentum Crustumerium Careiae Fregenae Ostia Varia Empulum Tibur Praeneste Gabii Tusculum Fidenae Veii Antemnae Roma Latium adiectum Etruria |

Nuovi combattimenti sono registrati al tempo del terzo re di Roma, Tullo Ostilio. In seguito al leggendario scontro tra Orazi e Curiazi, davanti alle mura della città, si svolse una battaglia che vide i Romani fronteggiare gli eserciti di Fidene e Veio, con il tentativo di tradimento degli albani, guidati da Mezio Fufezio. La battaglia fu vinta dai Romani, e per il suo tradimento, Mezio Fufezio fu squartato vivo, mentre Alba Longa fu rasa al suolo, ed i suoi abitanti portati a Roma.
Anche l'anno successivo a quello di questa sconfitta, e della distruzione di Alba, i Fidenati scesero in battaglia contro Roma, vennero ancora una volta sconfitti. Come vennero ancora sconfitti dai romani guidati da Anco Marzio, allorché i Fidenati pensarono di approfittare delle guerre tra Latini e Romani, saccheggiando le terre di questi ultimi. In quest'occasione i romani, assediarono la città e riuscirono a farla cadere, e quindi saccheggiare, scavando delle gallerie che passavano sotto le mura.
Nel 499 a.C. fu assediata dai Romani,, mentre nel 438 a.C. la colonia romana di Fidenae, cacciò la guarnigione romana, e si alleò agli Etruschi di Veio, e successivamente anche ai Falisci, ai Capenati, per contrastare i Romani; la guerra contro gli Etruschi e i loro alleati fu cruenta, e si risolse definitivamente solo nel 437 a.C., con la presa e la distruzione portata in città dai Romani.
(Tito Livio, Ab Urbe condita libri, IV, 22.)
Nel 426 a.C., anche in conseguenza della vittoria veiente contro l'esercito romano (condotto dai tribuni militari Tito Quinzio Peno Cincinnato, Gaio Furio Pacilo Fuso, Marco Postumio Albino Regillense, lasciando al governo della città Aulo Cornelio Cosso) ottenuta ad inizio dell'anno,, Fidene iniziò un nuovo conflitto contro Roma, uccidendo i coloni romani mandati sul suo territorio; ai fidenati si allearono i veienti e così si giunse ad una nuova battaglia, combattuta sotto le mura delle città. Lo scontro fu durissimo, ma alla fine i romani ebbero la meglio, presero la città, e ne ridussero gli abitanti in schiavitù.
Sulle pendici orientali della collina, lungo la via Salaria, fu costruita la curia fidenate, con un'iscrizione dedicata dal Senato di Fidene a M. Aurelius, qui scoperta nel 1889, insieme a resti di alcuni edifici.
Svetonio e Tacito ci tramandano del crollo di un teatro ligneo edificato per spettacoli temporanei presso Fidene nell'anno 27 d.C., che causò la morte di circa 20.000 persone, sulle 50.000 presenti, e che fu ricordato come uno dei peggiori disastri causati dal crollo di teatri in epoca romana.

## Localizzazione
Fidenae era situata nella Valle del Tevere a circa otto chilometri a nord della antica Roma sulla via Salaria, nel punto in cui questa correva lungo il Tevere. La città occupava una posizione strategica, all'incrocio di vie commerciali tra Romani e Sabini e tra l'Etruria e la Campania. Era nota inoltre per la fertilità del territorio, dovuta anche alla vicinanza con il Tevere.
Il luogo dove sorgeva l'antica Fidene si può identificare con una collina della Tenuta che nel recente passato era denominata, con riferimento alla famiglia proprietaria, Villa Spada, laddove nel Novecento sorse l'omonima borgata Fidene, e su cui sono presenti tracce di edifici e di opere difensive arcaiche; tombe di epoca protostorica, orientalizzante e arcaica sono state ritrovate ai margini dell'abitato antico e a nord-est, nella confinante Tenuta Radicicoli.
Il sito si trova nell'odierna Fidene nel Municipio Roma III di Roma Capitale.